# XI літ Чувашії
ХІ літ Чува́шії (рос. ХІ лет Чувашии, чув. 11 лет Чувашии) — селище у складі Ібресинського району Чувашії, Росія. Входить до складу Березовського сільського поселення.
Населення — 46 осіб (2010; 77 у 2002).
Національний склад:
- чуваші — 62 %

Стара назва — 11 літ Чувашії.